# Киселчово
Киселчово е село в Южна България. То се намира в община Смолян, област Смолян.

## География
Село Киселчово се намира в планински район. To e разположено в диплите на южен скат на Кайнадинския рид в Средни Родопи, в посока горното поречие на река Арда, на 7 километра по отбивка от главния път.
Около селото има много еко пътеки, водещи до различни атракции, както и пещери и речни каньони.